# Cuevas de Shah Allah Ditta
Las cuevas de Shah Allah Ditta son unas cuevas situadas en las colinas de Margalla, Pakistán. Se cree que las cuevas tienen 2.400 años de antigüedad y están adornadas con murales de la era budista. Las cuevas fueron utilizadas primero por monjes budistas para meditar, luego por sadhus hindúes y luego por             musulmanes durante el período mogol. El pueblo de Shah Allah Ditta, donde se encuentran las cuevas, recibe su nombre de un derviche de la era mogol.
Las cuevas de Shahullah Dutta se encuentran en la ruta utilizada por Alejandro Magno y Sher Shah Suri para viajar desde Kabul a la ciudad gandhara de Taxila.Los gobernantes mogoles y otros emperadores pasaban a menudo por esta región en su camino hacia la India desde Afganistán.

## Hallazgos arqueológicos
En las cuevas se han encontrado vestigios del periodo budista del siglo VIII. Los arqueólogos han encontrado varias tallas de Buda en las paredes de la cueva. Antes de que los ascetas musulmanes tomaran el control durante la era mogol, las cuevas y formaciones similares a plataformas alrededor del área fueron utilizadas primero por monjes budistas y, más tarde, por sadhus hindúes para la meditación.

## Esfuerzos de preservación
En octubre de 2010, la Autoridad de Desarrollo de Capital (CDA) aprobó un plan para preservar el sitio arqueológico. El plan abarca la conservación de las cuevas de Buda, así como del jardín adyacente conocido como 'Sadhu ka Bagh'. En 2020, el gobierno reveló sus intenciones de revisar varios aspectos para mejorar aún más las cuevas de Shahullah Dutta en las colinas de Margalla para atraer turistas.  El Ministerio de Información, Radiodifusión, Historia Nacional y Patrimonio Literario preparó un plan integral para la preservación de los sitios del patrimonio histórico en Islamabad. Se constituyó un comité de arqueólogos de tres miembros para supervisar el proyecto y recolectar de manera adecuada los artefactos encontrados en el sitio. El Instituto Taxila de Estudios Asiáticos, la Universidad Quaid-i-Azam, el Museo de Historia Natural y el Departamento de Arquitectura, y un esfuerzo reciente del Departamento de Comunicación de Masas de la NUST han instado al gobierno a preservar dichos sitios de herencia mogol. Según se informa, la Embajada de Japón en Pakistán ha ofrecido financiar la conservación de las cuevas.